# Луба (Экваториальная Гвинея)
Луба или Сан Карлос де Луба (фр. , исп. и порт. Luba) — город в Экваториальной Гвинее, административный центр провинции Южный Биоко.

## История
Залив Луба был открыт в 1471 года португальским мореплавателем Фернандо По. 24 октября 1778 года дон Фернандо Фелипе де лос Сантос Торо, граф де Архелехос возглавляющий экспедицию из кораблей "Санта Каталина", "Соледад" и бригантины "Сантьяго" высадился в заливе Болоко чтобы занять остров Биоко и все острова Гвинейского залива именем своего короля Карлоса III и включить эти территории в состав Королевства Испании в соответствии с договорами Сан-Ильдефонсо и Эль-Пардо, согласно которым, Португалия передавала эти земли Испании. Там он основал маленькое поселение, названное Сан Карлос в честь короля. 
Во времена диктатуры Франсиско Масиаса Нгемы город был переименован в Сан Карлос де Луба, в честь Лубы, вождя, который возглавил мятеж против испанцев в 1910 году.

## Демография
Население города по годам:
| 1983 | 2001 | 2010 |
| ---- | ---- | ---- |
| 2450 | 9011 | 7889 |

## Транспорт
В город можно попасть либо по морю, либо по главной дороге, соединяющей Лубу и столицу страны, Малабо. Дорога наполовину завершена, поэтому поездка занимает около часа с половиной. Недавно неподалёку от города был открыт свободный порт, создав доступ к воде для более крупных судов, в частности, судов обеспечения нефтяной промышленности.